# Истински аромат
„Истински аромат“ (на английски: Really Scent) е американски анимационен филм от 1959 година, част от поредицата „Весели мелодии“.

## Сюжет
Във френския квартал на Ню Орлиънс се ражда черна котка на име Фабрет, която има бяло родилно петно на гърба си, карайки я да прилича на скункс. Тя има проблем с привличане на вниманието на котараците върху себе си, защото те я приемат като истински скункс. В това време в Ню Орлиънс пристига с кораб, като пътник без билет, скунксът Пепе Льо Пю. Той също търси своята половинка и е учуден защо всички странят от него. Фабрет откликва на любовния зов на Пепе, сближава се с него и иска да започне връзка, но не може да изтърпи „истинският му аромат“. Отначало се опитва да задържа дъха си, след това да го парфюмира, но без резултат. Разбирайки, защо всички бягат от него, Пепе се скрива във фабрика за дезодоранти, опитвайки се да промени аромата, който излъчва. В това време, Фабрет се затваря в мандра за производство на сирене Лимбургер, за да започне да мирише като скункс. Срещайки се отново, този път по-настоятелната Фабрет хвърля в ужас с новата си миризма Пепе, който всячески се опитва да избяга от влюбената котка. Тя не се примирява с променилата се ситуация и започва да следва Пепе от разстояние, нямайки никакво намерение да му позволи да я изостави.

## В ролите
Персонажите във филма са озвучени с гласовете на:
- Джун Форей като Фабрет